# Kokura D.C. Tower
La Kokura D.C. Tower (小倉D.C.タワー) est un gratte-ciel construit de 2008 à 2011 à Kitakyushu dans le sud du Japon. Il mesure 146 mètres de hauteur sur 41 étages et abrite des bureaux et des logements.
C'est le plus haut immeuble de Kitakyushu.
Les architectes sont les sociétés Azusa Sekkei et Obayashi Corporation 